# Юханедал
Юханедал (на шведски: Johannedal) е малък град в лен Вестернорланд, Източна Швеция, община Сундсвал. Разположен е до северната част на главния град на лена Сундсвал. Намира се на около 340 km на северозапад от столицата Стокхолм. Има жп гара. Населението на града е 2754 жители според данни от преброяването през 2010 г.